# 英曲替林
英曲替林是一种含氮有机化合物，化学式C21H19N，可作为三环类抗抑郁药（TCA），从未上市。它可以5-二苯并环庚烯酮为原料经多步反应合成得到。